# Giuseppe Lazzarotto
Giuseppe Lazzarotto (* 24. Mai 1942 in Carpané di San Nazario, Provinz Vicenza, Italien) ist ein italienischer Geistlicher, emeritierter römisch-katholischer Erzbischof und Diplomat des Heiligen Stuhls.

## Leben
Giuseppe Lazzarotto empfing am 1. April 1967 durch den Bischof von Padua, Girolamo Bartolomeo Bortignon OFMCap, das Sakrament der Priesterweihe. Er studierte an der Päpstlichen Diplomatenakademie in Rom und promovierte in Kanonischem Recht. 1971 trat er in den diplomatischen Dienst des Heiligen Stuhls ein und war in den Nuntiaturen in Sambia, Belgien und Kuba sowie von 1982 bis 1984 für die Apostolische Delegation in Jerusalem tätig. Im Staatssekretariat des Heiligen Stuhls war er zuständig für die Beziehungen zu den Regierungen.
Am 23. Juli 1994 ernannte ihn Papst Johannes Paul II. zum Titularerzbischof von Numana und zum Apostolischen Nuntius in Jordanien und im Irak. Die Bischofsweihe spendete ihm Kardinalstaatssekretär Angelo Sodano am 7. Oktober desselben Jahres; Mitkonsekratoren waren der Sekretär der Kongregation für die orientalischen Kirchen, Kurienerzbischof Miroslaw Marusyn, und der Bischof von Padua, Antonio Mattiazzo. Am 11. November 2000 wurde Giuseppe Lazzarotto Apostolischer Nuntius in Irland. Papst Benedikt XVI. bestellte ihn am 22. Dezember 2007 zum Apostolischen Nuntius in Australien. 
Am 18. August 2012 wurde Giuseppe Lazzarotto zum Apostolischen Nuntius in Israel und Zypern sowie zum Apostolischen Delegaten in Jerusalem und Palästina ernannt. 
Eine der Hauptaufgaben für Lazzarotto, der als Nuntius in Jaffa und als Delegat in Jerusalem residierte, sollte das Aushandeln eines Abkommens über Steuer- und Finanzfragen mit der Regierung Israels sein.
Mit der Ernennung seines Nachfolgers Leopoldo Girelli zum Apostolischen Nuntius in Israel und Zypern trat er im September 2017 in den altersbedingten Ruhestand. Am 4. Oktober 2017 ernannte ihn Papst Franziskus zum Mitglied der Kongregation für die Evangelisierung der Völker.
Giuseppe Lazzarotto ist Großoffizier (Komtur mit Stern) des Ritterordens vom Heiligen Grab zu Jerusalem. 2018 wurde er von Edwin Frederick O’Brien, Kardinal-Großmeister des Ritterordens vom Heiligen Grab zu Jerusalem zum neuen Assessor des Ordens mit Sitz im Vatikan ernannt. 
Er spricht neben italienisch auch englisch, französisch und spanisch.